# 蓦兰
《蓦兰》是中国歌手阿兰·达瓦卓玛（alan）的第四张中文专辑，也是阿兰回国发展后在乐华娱乐旗下发表的第二张专辑

## 收录歌曲
1. intro
2. 回望
  - 词曲：阿兰　编曲：刘洲
3. 蓦兰
  - 词：刘静芸　曲：刘洲
4. 懦弱
  - 词：李扬 苏丁琦　曲：刘洲
5. 阡陌
  - 词：刘静芸　曲：赵瑟
6. 宿命横著写
  - 词：方文山　曲：和田薰　编曲：刘洲
7. 爱未走远
  - 词：赵航　作曲/编曲：刘洲
8. sandy
  - 词：葛大为　曲：刘洲
9. 天地问剑
  - 词：李姝　曲：邹頔　编曲：刘洲
10. home
  - 词：阿兰，李姝　曲：阿兰　编曲：刘洲